# Bertone NSU Trapeze
La Trapeze est un prototype dessiné par Marcello Gandini, chef-designer de Bertone, pour le constructeur automobile allemand NSU, et appliquant un brevet de structure de Jean Celle.

## Dessin chez Bertone
En 1971, au Salon de l'automobile de Turin, le carrossier Bertone présente son prototype de la Lancia Stratos. En 1973, Marcello Gandini, chef-designer de Bertone, reprend certains principes de la Lancia Stratos - pare-brise de forme parabolique et disposition centrale-arrière du moteur - et dessine le modèle Trapeze, qui sera équipé d'un moteur rotatif Comotor (comme la NSU Ro 80).
La Trapeze est présentée par Bertone au 60e Salon de l'auto de Paris en 1973 (4 au 14 octobre),.

## Origines à Lyon, dévoilées en 2024
En 2024, à Lyon, le Salon Epoqu’auto a décidé de mettre en avant le carrossier italien Bertone en présentant une collection de 24 modèles historiques comprenant notamment la Trapeze. Cette exposition exceptionnelle en France, du 8 au 10 novembre à Eurexpo, a été possible avec l’autorisation du gouvernement italien et de l’Automotoclub Storico Italiano (ASI).
À cette occasion, pendant une conférence donnée chaque jour en lien avec cette présentation spéciale Bertone, l’inventeur français Jean Celle (1944) a dévoilé, documents à l’appui, la vraie origine de la Trapeze avec cette chronologie,,:

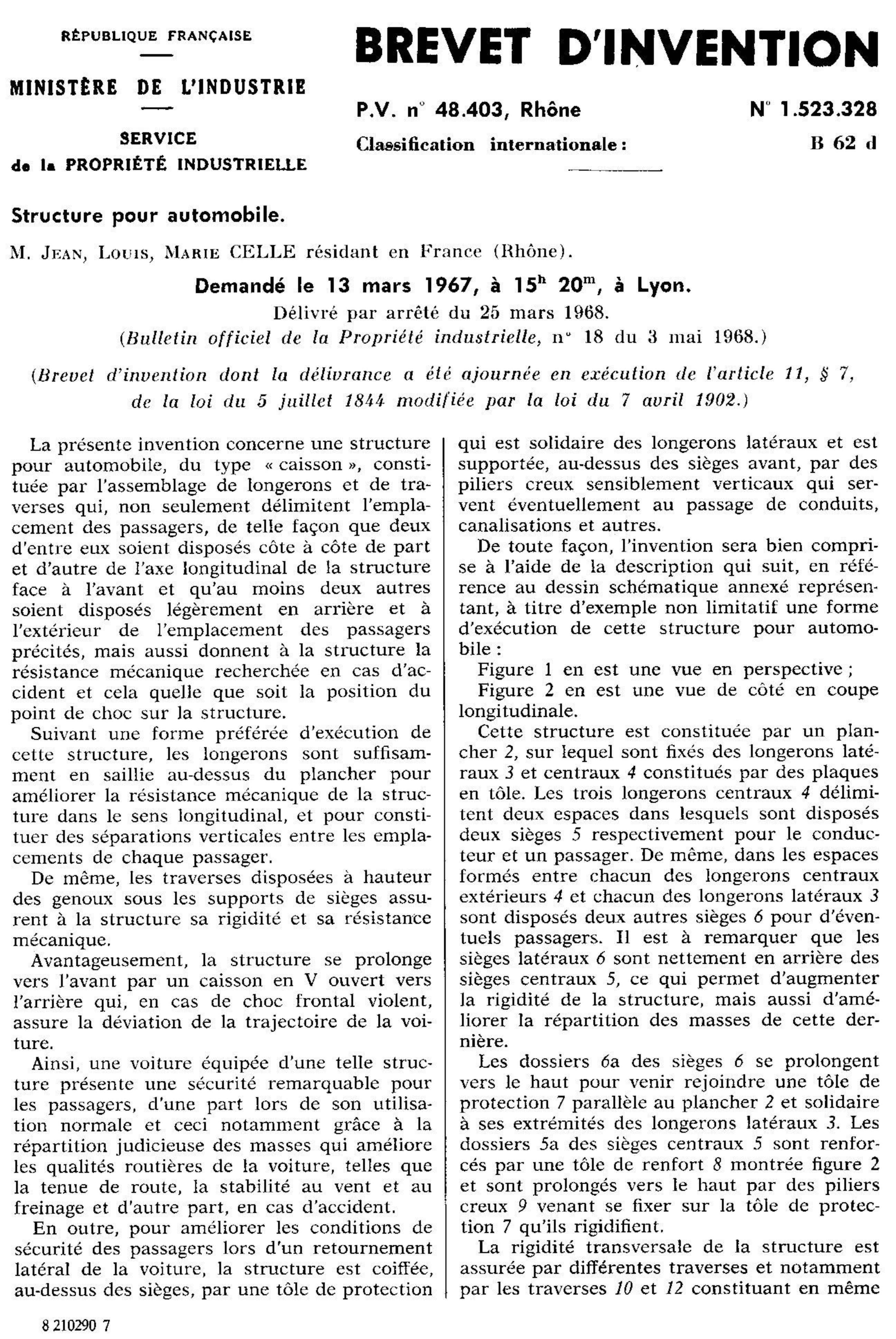
Le 13 mars 1967 : Jean Celle, étudiant à Lyon, dépose à l'INPI un brevet d'invention de structure pour automobile et va le communiquer à différents constructeurs et carrossiers. Le principe est celui d’un châssis constituant l’habitacle et formant les places assises, avec la disposition suivante : 2 places avant serrées au milieu et 2 places arrière écartés entourant le moteur central-arrière. En vue de haut, les 4 places en quinconce forment un trapèze. Ce brevet revendique notamment que cet agencement permet à tous les passagers d’avoir vue devant et qu’il améliore la sécurité passive avec un grand espace entre les passagers avants et les flancs.
- Le 13 avril 1967, par courrier, Nuccio Bertone remercie Jean Celle pour la communication de ce brevet. Il y écrit notamment que cette idée de châssis dépasse les possibilités d’un carrossier ; on comprend que Carrozzeria Bertone ne saurait s’occuper d’un châssis aussi innovant.
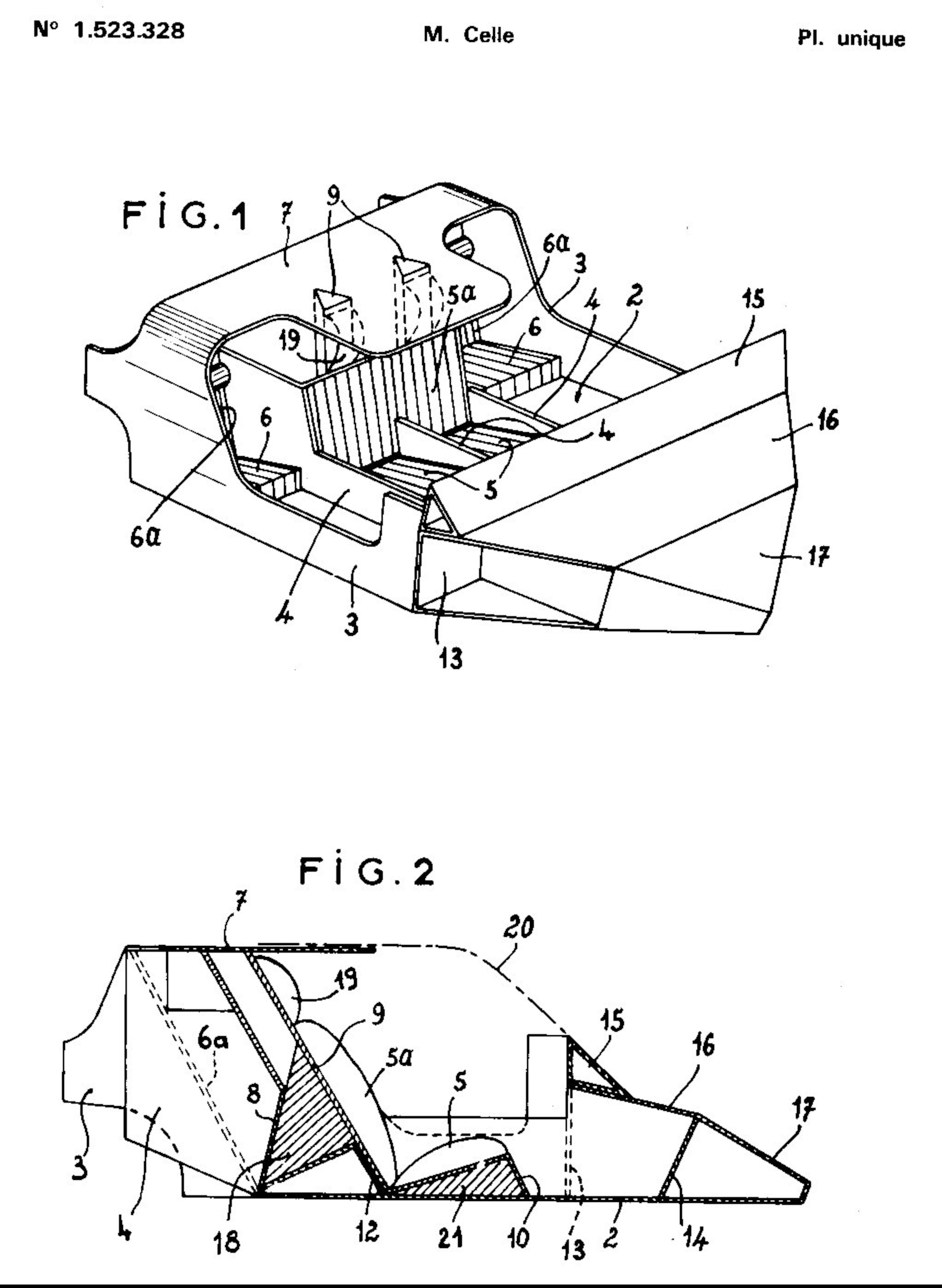
Le 4 octobre 1973, Bertone présente au Salon de l’Auto de Paris le prototype de son modèle Trapeze qui applique une disposition des passagers et du moteur conforme à celle du brevet de 1967 de Jean Celle, à la seule différence que le brevet allait jusqu’au remplacement des sièges par le châssis qui formerait les places assises tandis que la Trapeze est dotée de sièges distincts du châssis. Cette différence correspond précisément à la limite évoquée par Nuccio Bertone dans sa lettre du 13 avril 1967. Par ailleurs, cette présence de la Trapeze au Salon Epoqu’auto de 2024 marque le premier passage de cette voiture dans la cité de ses premières origines, Lyon, là où fut pensé et déposé le brevet de Jean Celle,.
- 1re page du brevet d'invention de Jean Celle du 13 mars 1967
- Schéma en 4e page du brevet d'invention de Jean Celle du 13 mars 1967

## Caractéristiques
Le nom "Trapeze" indique la particularité du modèle : les sièges, dans une disposition  "2 + 2" inédite, forment un trapèze. Les deux sièges avant sont serrés l'un contre l'autre, au centre, et les deux sièges arrière sont espacés, chacun d'un côté, laissant la place centrale-arrière au moteur.
À l'avant, la Trapeze est équipée de six phares rectangulaires (comme le sera l'Alpine A310) et en plus escamotables.
Le pare-chocs entoure toute la voiture.

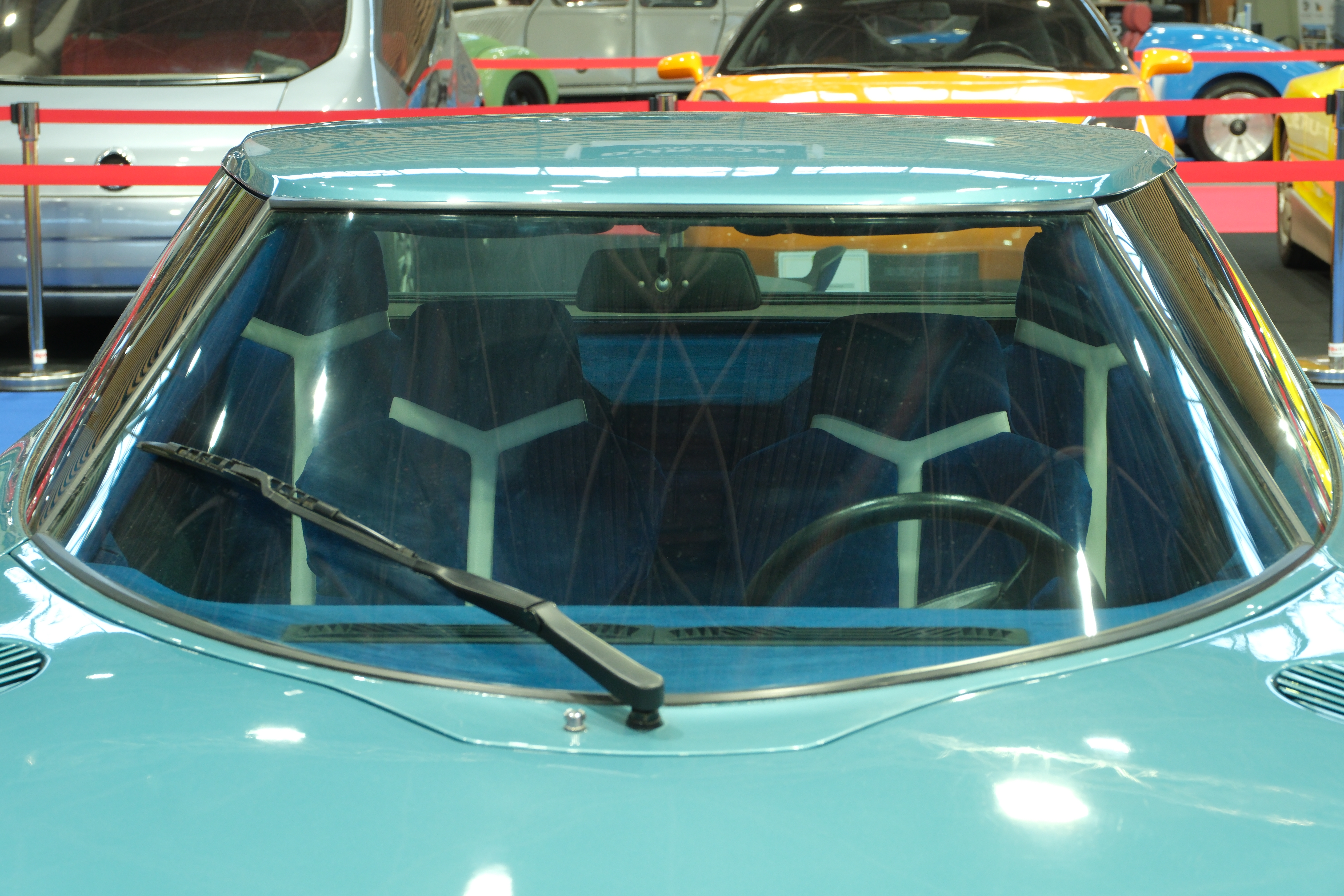
Vue de face montrant la disposition en quinconce des sièges
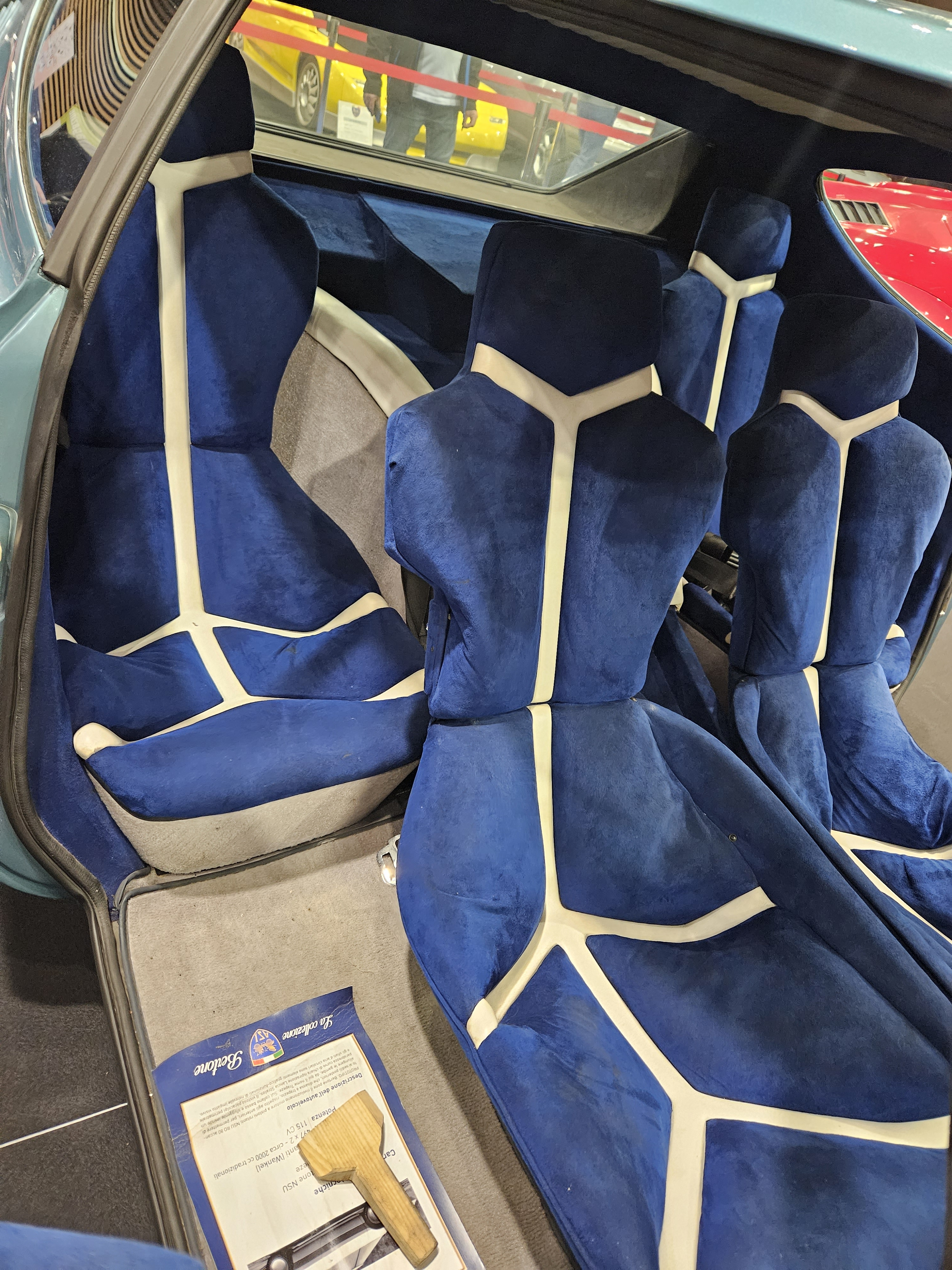
Intérieur - Disposés en trapeze, les sièges entourent le moteur central arrière

## Suite commerciale
Intimement liée au moteur Comotor et dans un contexte de crise pétrolière, la Trapeze n'a jamais été commercialisée et est restée à l'état de prototype,. Ce moteur avait notamment le défaut d'une consommation excessive et a été progressivement abandonné par son constructeur.